# Manulea juncea
Manulea juncea är en flenörtsväxtart som beskrevs av George Bentham. Manulea juncea ingår i släktet Manulea och familjen flenörtsväxter. Inga underarter finns listade i Catalogue of Life.